# Jasper Tudor

Het persoonlijke wapen van Jasper Tudor

Jasper Tudor (Welsh: Siasbar Tudur) (Hatfield, ca. 1431 – Gloucestershire,
december 1495) was hertog van Bedford en graaf van Pembroke. Hij was een oom van koning Hendrik VII van Engeland en was een belangrijk legeraanvoerder van het Huis Tudor tijdens de Rozenoorlogen.

## Biografie
Jasper Tudor werd geboren als de tweede zoon van Owen Tudor en Catharina van Valois. Na de dood van zijn moeder werd al vrij snel zijn vader gevangengenomen. Jasper en zijn oudere broer Edmund werden onder de voogdij geplaatst van Katherine de la Pole. In 1442 werden de twee broers naar het hof gebracht om daar verder opgevoed te worden. Hier verkreeg Jasper een militaire training. Tijdens zijn verblijf aan het hof erkende hij de aanspraak op de troon van zijn halfbroer Hendrik VI op de Engelse troon. In 1452 werd hij door de koning tot graaf van Pembroke benoemd. Ook werd hij opgenomen in de Orde van de Kousenband.
Na de dood van zijn broer Edmund nam hij ook een deel van de opvoeding van zijn neef Hendrik op zich. Toen Eduard IV de troon besteeg in Engeland beloofde hij zijn steun aan zijn schoonzus om zijn jongere neef Hendrik op de troon van Engeland te krijgen. In 1462 was Jasper Tudor gedwongen uit te wijken naar Frankrijk waar hij werd verwelkomd door koning Lodewijk XI. Hij verbleef zes jaar lang in Frankrijk voordat hij weer terugkeerde in Noord-Wales. Toen Eduard IV opnieuw de troon besteeg moest Jasper weer het land verlaten.
Toen Jasper in 1471 voor de tweede maal uit Engeland vertrok nam hij zijn jonge neef Hendrik mee. Hier leerde Jasper Tudor zijn jonge neef het krijgswezen aan. Twaalf jaar later keerde Jasper en Hendrik met een leger terug in Engeland om de troon op te eisen. Nadat de slag bij Bosworth werd gewonnen werd Hendrik koning. Hendrik VII herstelde zijn oom in al zijn oude titels. Jasper Tudor stierf in december 1495 en werd begraven in de abdij van Keynsham in Somerset.

## Huwelijk en kinderen
Jasper Tudor trouwde op 7 november 1485 met Catherine Woodville. Zij kregen samen een doodgeboren kind. Daarnaast had Jasper Tudor bij enkele vrouwen ook nog kinderen verwekt:
- Helen Tudor;
- Joan Tudor, trouwde met William ap Yevan. Hun zoon Morgan trouwde met Katherine Cromwell, zus van Thomas Cromwell. Morgan en Katherine waren de voorouders van Oliver Cromwell.

## Voorouders
| Voorouders van Jasper Tudor | Voorouders van Jasper Tudor                                    | Voorouders van Jasper Tudor                                    | Voorouders van Jasper Tudor                                    | Voorouders van Jasper Tudor                                    | Voorouders van Jasper Tudor                                                | Voorouders van Jasper Tudor                                                | Voorouders van Jasper Tudor                                                | Voorouders van Jasper Tudor                                                |
| --------------------------- | -------------------------------------------------------------- | -------------------------------------------------------------- | -------------------------------------------------------------- | -------------------------------------------------------------- | -------------------------------------------------------------------------- | -------------------------------------------------------------------------- | -------------------------------------------------------------------------- | -------------------------------------------------------------------------- |
| Overgrootouders             | ? (-) ∞ ? (-)                                                  | ? (-) ∞ ? (-)                                                  | ? (-) ∞ ? (-)                                                  | ? (-) ∞ ? (-)                                                  | Karel V van Frankrijk (1338-1380) ∞ 1350 Johanna van Bourbon (1337-1378)   | Karel V van Frankrijk (1338-1380) ∞ 1350 Johanna van Bourbon (1337-1378)   | Stefanus III van Beieren (1337-1413) ∞ 1364 Taddea Visconti (1351-1381)    | Stefanus III van Beieren (1337-1413) ∞ 1364 Taddea Visconti (1351-1381)    |
| Grootouders                 | ? (-) ∞ ? (-)                                                  | ? (-) ∞ ? (-)                                                  | ? (-) ∞ ? (-)                                                  | ? (-) ∞ ? (-)                                                  | Karel VI van Frankrijk (1368-1422) ∞ 1385 Isabella van Beieren (1371-1435) | Karel VI van Frankrijk (1368-1422) ∞ 1385 Isabella van Beieren (1371-1435) | Karel VI van Frankrijk (1368-1422) ∞ 1385 Isabella van Beieren (1371-1435) | Karel VI van Frankrijk (1368-1422) ∞ 1385 Isabella van Beieren (1371-1435) |
| Ouders                      | Owen Tudor (1400-1461) ∞ 1420 Catharina van Valois (1401-1437) | Owen Tudor (1400-1461) ∞ 1420 Catharina van Valois (1401-1437) | Owen Tudor (1400-1461) ∞ 1420 Catharina van Valois (1401-1437) | Owen Tudor (1400-1461) ∞ 1420 Catharina van Valois (1401-1437) | Owen Tudor (1400-1461) ∞ 1420 Catharina van Valois (1401-1437)             | Owen Tudor (1400-1461) ∞ 1420 Catharina van Valois (1401-1437)             | Owen Tudor (1400-1461) ∞ 1420 Catharina van Valois (1401-1437)             | Owen Tudor (1400-1461) ∞ 1420 Catharina van Valois (1401-1437)             |
| Jasper Tudor (1431-1495)    |                                                                |                                                                |                                                                |                                                                |                                                                            |                                                                            |                                                                            |                                                                            |